# Margarete Binder
Margarethe Binder, geborene Margarethe Mayer, verheiratete Margarethe von der Klogen (* 9. November 1801 in Schleswig; † 8. Juli 1870 in Pillnitz), war eine deutsche Theaterschauspielerin.

## Leben
Margarethe Binder, die Tochter des Schauspielers Carl Mayer und der herzoglichen Hofschauspielerin Sophia Caroline Mayer (geb. Müller) in Schleswig, wuchs beim Theater auf und betrat 1807 als „Knabe Otto“ in „Die Schuld“ die Bühne. Zusammen mit ihrer Mutter ging sie nach Dresden und Leipzig, war in Petersburg und Reval engagiert, wo sie hauptsächlich Soubretten-Rollen übernahm. Von 1816 bis 1818 wirkte sie in Weimar, danach am Stadttheater Hamburg.
1820 heiratete sie den Baron Jacob von der Klogen. Nach dem Tod ihres Ehemannes war sie in zweiter Ehe von 1824 bis 1836 mit dem Tenor Sebastian Binder verheiratet.
1821 wurde sie Mitglied des Dresdner Hoftheaters. In der Uraufführung der Oper „Preciosa“ von Carl Maria von Weber sang sie die Titelrolle. Weber soll zu ihr gesagt haben: „So habe ich mir meine ,Preciosa' gedacht.“
1824 wurde sie vom Prager Ständetheater engagiert, dort trat sie am 10. November 1824 erstmals auf und verblieb die nächsten Jahre dort. Ihre Abschiedsvorstellung gab sie am 31. Oktober 1854. Aufgrund eines Augenleidens musste sie sich von der Bühne zurückzuziehen.
Sie ließ sich in Prag nieder und starb am 8. Juli 1870 auf einer Reise in Pillnitz bei Dresden.
Eine Schülerin von ihr war Gabriele Allram.